# Mostra della Rivoluzione fascista

Cambio della guardia della MVSN davanti al palazzo della mostra

Picchetto di Camicie Nere davanti al palazzo

La Mostra della Rivoluzione fascista fu un evento celebrativo del decennale dell'avvento al potere di Benito Mussolini che si tenne per due anni esatti al Palazzo delle Esposizioni di Roma dal 28 ottobre 1932 al 28 ottobre 1934; essa registrò quasi quattro milioni di visitatori, e riportò un profitto netto al regime di circa quindici milioni e mezzo di lire.
Una delle massime espressioni della propaganda fascista, l'evento fu riproposta nelle due riedizioni successive del 1937 e del 1942, in coincidenza con le ricorrenze quinquennali della marcia su Roma, non ottenendo analogo successo di pubblico.

## La mostra del decennale
Direttore e ideatore della mostra del 1932 fu Dino Alfieri che si avvalse della collaborazione di Luigi Freddi, Cipriano Efisio Oppo e dello scenografo Antonio Valente.
Progettisti della struttura erano gli architetti Adalberto Libera e Mario De Renzi.
La mostra illustrava l'evolversi della rivoluzione fascista ed era suddivisa in 13 sale espositive che, nell'ottica interpretativa fascista, ripercorrevano gli avvenimenti della storia d'Italia dal 1914 al 1922.
Fin dagli esordi la mostra fu concepita non come una rappresentazione oggettiva dei fatti, basata unicamente dall'esposizione di documenti storici, ma come un'opera celebrativa e di propaganda che doveva influenzare e coinvolgere emotivamente i visitatori.
Per questo motivo, accanto agli storici furono chiamati a collaborare esponenti di varie correnti artistiche dell'epoca tra i quali Mario Sironi, Enrico Prampolini, Mario De Renzi, Adalberto Libera e Giuseppe Terragni.
«È d'obbligo ricordare il contributo alla mostra di artisti come Funi, Nizzoli, Paulucci, Dottori, degli stessi Maccari e Longanesi. Nella presentazione al catalogo, curato da Dino Alfieri e Luigi Freddi, è ricordato come gli artisti abbiano rispettato «la parola d'ordine del Duce chiara e precisa: far cosa d'oggi, modernissima dunque, e audace, senza malinconici ricordi degli stili decorativi del passato». Questa mostra è un esempio di come il fascismo sa accortamente usare del lavoro degli artisti per dare di sé un'immagine avveniristica e di coscienza della propria storia; un'immagine retorica ma che il lavoro degli artisti rende seducente e aperta verso il futuro.»

### Le sale

La spalletta del ponte sull'Arno dove Giovanni Berta fu ucciso; fu poi asportata ed esposta nel corso della Mostra della Rivoluzione fascista

Nel 1932 le sale della mostra erano le seguenti:
- Sala A e B. Dall'adunata rivoluzionaria al 24 maggio - Artista: Esodo Pratelli
- Sala C e D. La Grande Guerra: il re soldato e il fante vittorioso - Artista: Achille Funi
- Sala E. Contro la bestia ritornante - Artista: Arnaldo Carpanetti
- Sala F e G. Il 1919 - Artista: Marcello Nizzoli
- Sala H e I. Il 1920 - Artisti: Amerigo Bartoli e Mino Maccari
- Sala L e M. Fiume e Dalmazia
- Sala N . Il 1921, l'anno fascista
- Sala O. Il 1922 ad opera dell'architetto Giuseppe Terragni
- Sala P, Q, R, S. Il contributo di Mario Sironi
- Sala T. La sala Mussolini fatta da Leo Longanesi
- Sala U. Sacrario dei martiri di Adalberto Libera e Antonio Valente